# Jackie Galloway
Jackie Galloway, född den 27 december 1995 i Crown Point, Indiana, är en amerikansk taekwondoutövare.
Hon tog OS-brons i tungviktsklassen i samband med de olympiska taekwondotävlingarna 2016 i Rio de Janeiro..